# Alimentació

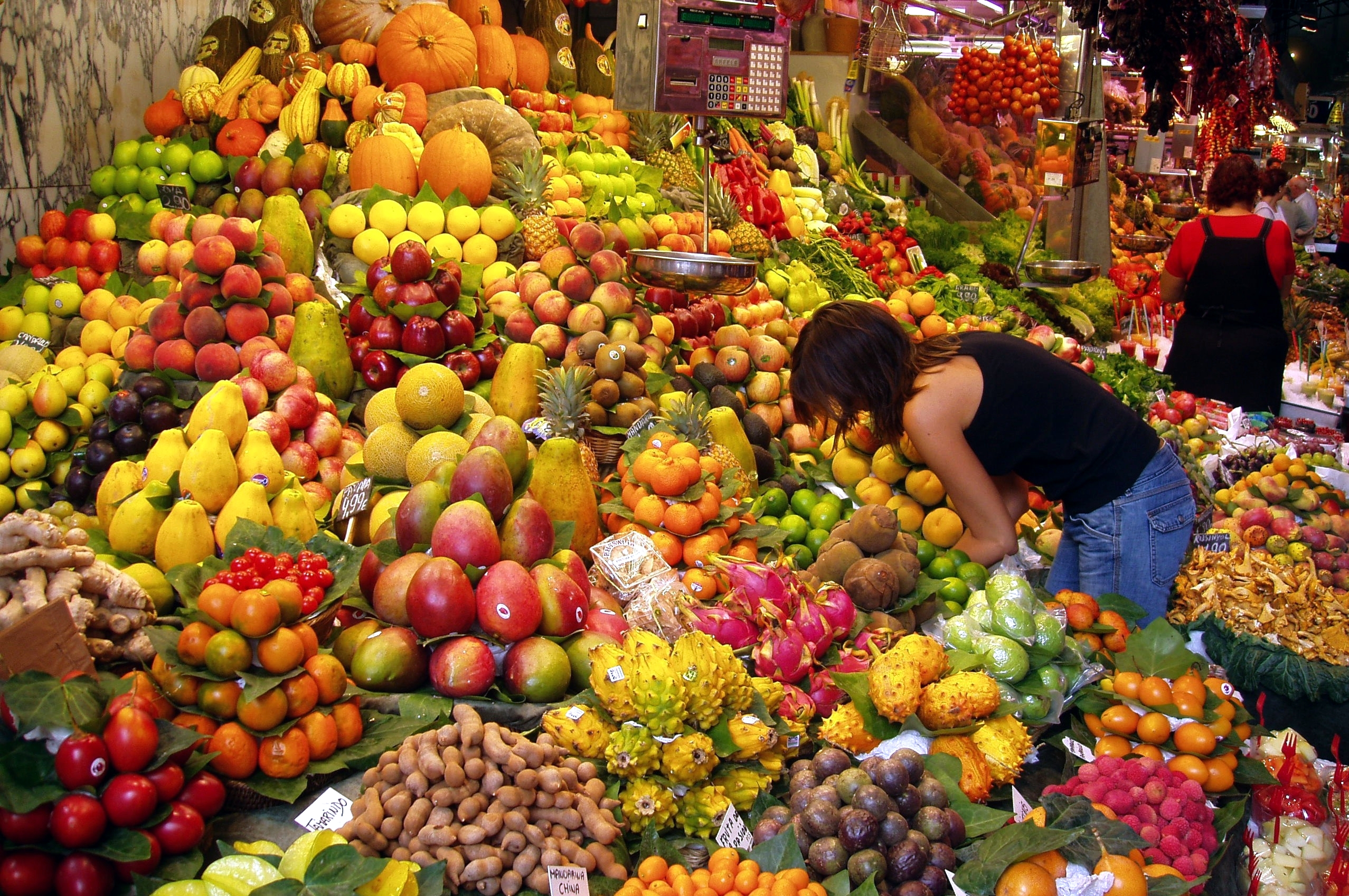
Parada de fruita a un mercat de Barcelona

L'alimentació consisteix en l'obtenció, preparació i ingestió dels aliments. La nutrició és el procés mitjançant el qual els aliments ingerits es transformen i s'assimilen, és a dir, s'incorporen a l'organisme dels éssers vius. Per extensió, s'anomena alimentació el subministrament d'energia o primeres matèries necessàries per al funcionament de certes màquines.

## Alimentació humana
Els éssers vius necessitem, a més de l'aigua, que és vital, una variada i equilibrada alimentació que és fonamental per a la vida. Una dieta correcta ha de contenir quantitats adequades de proteïnes, lípids, glúcids, vitamines i minerals. La base d'una bona nutrició rau en l'equilibri, la varietat i la moderació de la nostra alimentació. Però l'alimentació moderna urbana és molt sovint desequilibrada, desestructurada i se sol ajuntar amb una vida cada vegada més sedentària.
Ja des de fa 2400 anys, es coneixia la relació entre l'alimentació i la salut: Hipòcrates deia que «la nostra alimentació és la nostra medicina». És ben sabut que els factors alimentaris estan associats a malalties com la diabetis, l'osteoporosi, l'obesitat i d'altres. La ingesta de massa àcids grassos saturats i colesterol pot provocar arterioesclerosi. En contrapartida, al segle xx es va demostrar el vincle que hi ha entre les mancances alimentàries i les malalties greus. Aquestes diferents formes de malnutrició segueixen sent, encara ara, problemes de salut pública.

## Pràctiques alimentàries
Algunes cases tenen una cuina separada o una cuina exterior per preparar les menjades, i moltes també tenen un menjador o una altra àrea per als àpats. La majoria de societats també tenen restaurants perquè la gent pugui menjar quan per exemple són fora de casa, quan els falti temps per fer el menjar o quan vulguin fer una celebració.
La majoria de persones mengen seguint una mateixa rutina que es divideix en dos o tres àpats diaris, entre els quals se solen consumir aperitius, és a dir petites quantitats de menjar. El tema del menjar saludable sempre ha estat un tema preocupant per a totes les cultures. Entre altres pràctiques, la dieta, el vegetarianisme i d'altres són tècniques utilitzades per la gent per a allargar la vida i tenir més bona salut. Algunes religions promouen el vegetarianisme, ja que consideren incorrecte consumir animals. Alguns destacats nutricionistes creuen que en lloc de fer tres àpats al dia és més aconsellable fer-ne cinc de més lleugers. Això facilita una millor digestió, facilita a l'intestí prim el dipòsit de residus, etc. Tanmateix, alguns psicòlegs de la Yale Medical School han arribat a la conclusió que els pacients amb obesitat compulsiva (Binge Eating Disorder, en anglès) que fan tres àpats al dia pesen menys que aquells que en fan més (quatre o cinc). Cal dir, també, que és una llegenda urbana manifestar que menjar ràpid engreixa. Diferents estudis han refutat aquesta teoria.

## Trastorns alimentaris
Un trastorn alimentari és una obsessió per menjar, o no menjar, de tal manera que pertorba la salut mental i física. Els trastorns alimentaris més comuns són l'anorèxia nerviosa i la bulímia nerviosa. Tots aquests trastorns poden portar a malalties llargues que poden fins i tot causar la mort.
Consells per a una bona alimentació:
Si a la nostra dieta hi ha un consum excessiu de sal això pot tenir conseqüències negatives per a la nostra salut.
Massa sal fa pujar la tensió —és a dir, la pressió de la sang— i produir malalties de l'aparell circulatori, que és el que s'encarrega de fer arribar la sang a tot el cos.
La quantitat màxima de sal diària seria d'uns 5 grams. Habitualment, una dieta normal pot portar-ne 10 grams. Aniria bé acostumar-nos a posar menys sal als aliments.
I el sucre té moltes calories.
Quan s'ingereixen més calories de les que es gasten, les que sobren s'acumulen en l'organisme en forma de greix, i produeixen obesitat.
L'excés de sucre també produeix la càries dental.

Falta de vitamines
Les vitamines són substàncies que el nostre cos necessita en petites quantitats, però que són molt importants perquè tot funcioni correctament. Les vitamines principals són:
Vitamina A: en porten les pastanagues, la llet, els ous, el fetge... Si en falta, pot haver-hi problemes de visió i problemes a la pell.
és una vitamina liposoluble; ajuda a la formació i manteniment de dents sanes, teixits tous i ossis, de les membranes mucoses i de la pell.
Vitamina B: n'hi ha en els cereals, els llegums, la llet, els ous, les verdures, la carn i el peix. Quan en falta hi ha dificultats de creixement, anèmia i algunes altres malalties.
Les vitamines del grup B són micronutrients hidrosolubles i actuen de forma col·lectiva, perquè —tot i que cadascuna fa una funció específica— les seves accions es complementen. Totes elles, d'una o altra manera, ajuden a metabolitzar els greixos, els carbohidrats, els sucres i les proteïnes.
Vitamina C: es troba sobretot a la fruita, les hortalisses i la llet. Si en falta, el cos té menys defenses i es poden tenir hemorràgies.
Té una funció antioxidant perquè controla els radicals lliures, causants de l'envelliment cel·lular.